# De Bellis Magistrorum Militum
De Bellis Magistrorum Militum (lat.: Von den Schlachten der Heermeister), kurz DBMM, ist ein Tabletop zur Nachstellung historischer Schlachten.

## Spiel
In DBMM wird eine historische Schlacht mit Miniaturen und Würfeln auf einem großen Spieltisch in etwa drei Stunden nachgespielt. Thema sind historische und fiktive Schlachten aus den Epochen der biblischen Frühantike (ab 3000 v. Chr.) bis zum Beginn der Renaissance (etwa 1500 n. Chr., als Schusswaffen immer wichtiger wurden). Die Spieler erleben eine Schlacht aus der Perspektive der obersten Kommandeure beider Seiten mit vielen spannenden Einflüssen:
- Armeen aus einer riesigen Spanne an Kulturen aller Kontinente
- den jeweils zur Verfügung stehenden Truppen, Ausrüstungen, Reittieren bis hin zu Katapulten und Schiffen
- den Schwierigkeiten in der Führung einer solchen Armee, abhängig von Ausbildung und den Qualitäten der Generäle
- dem Einfluss von Geländeformationen, von der Meeresküste bis zu hohen Bergen; Wetter und Jahreszeit

DBMM ist eine Weiterentwicklung von De Bellis Multitudinis, kurz DBM. Autor des Spieles ist Phil Barker aus England, der noch weitere Regelwerke für andere Zeitepochen und andere Spielgrößen verfasste. Veröffentlicht wird es von der Wargames Research Group (WRG). Weitere Spiele des Autors sind beispielsweise De Bellis Renationis (kurz DBR) für die Renaissance-Epoche und De Bellis Antiquatis (DBA) als kleinere, weniger zeitaufwändige Spielvariante.
Sowohl in Deutschland, aber auch in international gibt es Foren und Organisationen die
- die Rekonstruktion historische Schlachten diskutieren und gut spielbare Umsetzungen erarbeiten
- die Organisation von Spielertreffen und Turnieren unterstützen, auf denen man andere Spieler kennen lernt und seine Fähigkeiten mit anderen Spielern misst.

## Spielvarianten
Figuren und Maße
Die Regeln sind für Figuren der Größen 2 mm, 6 mm, 10 mm, 15 mm und 25 mm geschrieben. Alle Längen- und Weitenangaben sind in paces (engl. für „Schritte“) gehalten, die sich abhängig vom Figurenmaßstab in Zentimeter übertragen lassen und so mit einem Regelsatz alle Figurengrößen abdecken. Distanzen werden mit Hilfe eines Maßbandes oder geeigneter Schablonen abgemessen.
Die Figuren werden auf genormte Bodenplatten, Basen, montiert. Diese Basen mit ihren Figuren werden auch Elemente genannt und sind die kleinsten Gruppen, die sich einzeln bewegen lassen. Man sieht jedem Element sofort an, welche Truppe es darstellt. Eine Gruppe regulärer Speerträger, wie sie unter anderem bei den antiken griechischen Stadtstaaten üblich waren, wird beispielsweise durch vier in einer Reihe montierte Speerträger-Figuren auf einer Base dargestellt. Ritter aus dem Mittelalter werden durch drei Ritterfiguren auf einem 40×30-mm-Base dargestellt. Die Größe der Elemente ist abhängig von der Größe der Figuren.
Welche Figurengröße man verwenden will ist eine Frage des persönlichen Geschmacks. 25 mm Figuren erlauben schöne Modelle und tolle Bemalung, optisch wirklich beeindrucken. Allerdings brauchen die Elemente viel Platz, sowohl hinsichtlich der Aufbewahrung als auch auf dem Spieltisch. Kleinere Figuren erlauben weniger detaillierte Modelle, nehmen dafür aber auch weniger Platz ein. In Deutschland wird auf Veranstaltungen hauptsächlich der 15 mm Maßstab verwendet.
Spielgröße und Dauer
Die Standardgröße eines DBMM Spieles sind Armeen mit Figuren für 400 Punkten. In der 15 mm Größe wird solch ein Spiel dann auf einem Spieltisch von 120 × 180 cm Größe ausgetragen. Ein solches Spiel dauert etwa 3,5 Stunden.
Kleinere Varianten (die ebenfalls im Regelwerk enthalten sind) für 200 Punkte bzw. 100 Punkte große Armeen nehmen deutlich weniger Platz ein und dauern in etwa 2,5 Stunden bzw. 1,5 Stunden. Auch bei den kleineren Varianten bleibt sehr viel von der Vielfalt an Modellen und Einflüssen erhalten.
Historische und fiktive Schlachten
Das Regelwerk ist so gestaltet, dass es von einer fiktiven Schlacht ausgeht. Gegner sind eben die Armeen, welche von den Spielern mitgebracht werden. Ort, Jahreszeit, Wetter und Gelände werden am Anfang des Spieles festgelegt. Will man eine historische Begegnung nachspielen so wird diese Anfangssequenz eben durch die Recherche und Darstellung der überlieferten Gegebenheiten ersetzt.

## Regeln
Zu DBMM gehören ein Regelbuch und vier Hefte mit Armeelisten, welche die spielbaren Armeen beschreiben.
Das Regelbuch beschreibt
- die Eigenschaften der historischen Truppentypen
- die Auswahl von Ort, Zeit, Wetter und Gelände
- die Regeln zum Kommandieren und Führen einer Armee
- die Aufstellung und Bewegung von Truppen
- den Kampf zwischen Truppen und die Konsequenzen von Kämpfen
- die Bedingungen für Sieg und Niederlage
- ein Wertungssystem für Turniere

Die DBMM Regeln gelten unter den Spielen dieses Genres eher als komplex (bzw. eben reichhaltig und vielfältig). Die charakteristischen Punkte, die das Spiel von anderen Spielen mit ähnlichem Thema abheben sind
- Das Kommando- und Bewegungssystem wird über Würfelwürfe gesteuert. Jeder General erwürfelt eine Anzahl von Kommandopunkten pro Runde. Das sorgt oft für ruckartige Entwicklungen des Spieles, da Truppen manchmal überraschend schnell, manchmal quälend langsam reagieren.
- Regeln für Jahreszeit, Klimaregion, Tageszeit und Wetter führen zu Situationen, die für die Führung von Truppen sehr erschwerend sind. Dort, wo der Spaß am Spiel wichtiger ist als die Komplexität einer Situation, lassen Spieler diese Einflüsse manchmal weg
- Die Bewegungsregeln erlauben das Bewegen von Gruppen aber eben auch das Bewegen von einzelnen Elementen. Auch gibt es ungestümer Truppen die ohne Befehl in die Schlacht stürmen, oft gegen den Willen des Spielers. Das führt manchmal dazu, dass Armeen während einer Schlacht in viele kleine Gruppen zerfallen, bis die Armee praktisch nicht mehr zu kommandieren ist. Andere Spiele schreiben hier feste Gruppenverbände vor.
- Die Vielfalt der dargestellten Truppentypen umfasst auch Exoten die eher vereinzelt historisch aufgetaucht sind. Das ergibt zwar große Gestaltungsmöglichkeit, erfordert aber eben auch ein umfangreiches Regelwerk.
- Die Auswertung von Kämpfen baut auf dem Vergleich von jeweils einem Würfelwurf der beiden Spieler auf. Je größer die Differenz, desto drastischer das Ergebnis eines Kampfes. Hier erzeugt DBMM oft plötzliche entscheidende Ergebnisse wo andere Regelwerke etwas kontinuierlichere Ergebnisse erzeugen. Zufallszahlen bilden halt nur in sehr großer Zahl einen Durchschnitt ab und dass der eigene Würfel schlechter würfelt als die Würfel anderer Spieler erscheint manchen Spielern als erwiesen.

Die Armeelisten bilden die Grundlage zur Auswahl und Gestaltung der Armeen. Circa 300 Völker, Länder, Zeiten stehen zur Auswahl, alle Kontinente sind vertreten. Allerdings sind abhängig vom Umfang der historischen Quellen nicht alle Völker gleich detailliert dargestellt. Das römische Reich ist beispielsweise in sehr vielen Facetten und Zeitabschnitten dargestellt. Völker, deren Geschichte weniger genau dokumentiert ist, werden pauschaler dargestellt. Immerhin gibt es zu jeder Liste eine kurze historische Einführung, Angaben zu Klima und Gelände des Landes und eben die Auswahl an Generälen, Verbündeten, Truppen und Gerät dass zur Verfügung stand.
Die Armeen unterscheiden sich in Größe, Truppentyp, Ausbildungsgrad und Gliederung in verschiedene Kommandos. Jedes Kommando wird von einem General geführt, dessen Grad an Loyalität auch oft entscheidend ist. Es hat schon ab und zu mal ein Verbündeter zu sehr ungünstiger Zeit die Seite gewechselt. So was kommt vor – auch in diesem Spiel.